# Biblioteca Solvay
La Biblioteca Solvay è un edificio storico situato nel Parco Leopold di Bruxelles, vicino alla Belliardstraat.
La biblioteca fu costruita come istituto di sociologia nel 1902 nell'ambito della cosiddetta Cité de la Science, città della scienza, su progetto degli architetti Constant Bosmans e Henri Vandeveld. I costi furono sostenuti dal mecenate che aveva varato l'iniziativa, Ernest Solvay. L'idea fu di Émile Waxweiler, professore di sociologia alla libera università di Bruxelles che progettò una biblioteca centrale con varie stanze di studio intorno ad essa.

## Top europeo
La biblioteca in stile eclettico fu inizialmente utilizzata dall'Istituto sociologico della Vrije Universiteit Brussel.
Dal 1967 al 1981 ha offerto rifugio all'editore universitario.
Dopo anni di posti vacanti, il restauro è iniziato nel 1993, mentre la Regione di Bruxelles-Capitale ne è diventata proprietaria.
Dal 1994 in poi, la biblioteca, dopo il restauro, è stata riaperta e resa disponibile per varie iniziative.
L'11 febbraio 2010, il primo presidente dell'UE Herman Van Rompuy vi ha organizzato un vertice informale europeo. Fu il suo primo incarico in veste di presidente del Consiglio europeo dei 27 capi di Stato e di governo.

## Galleria d'immagini

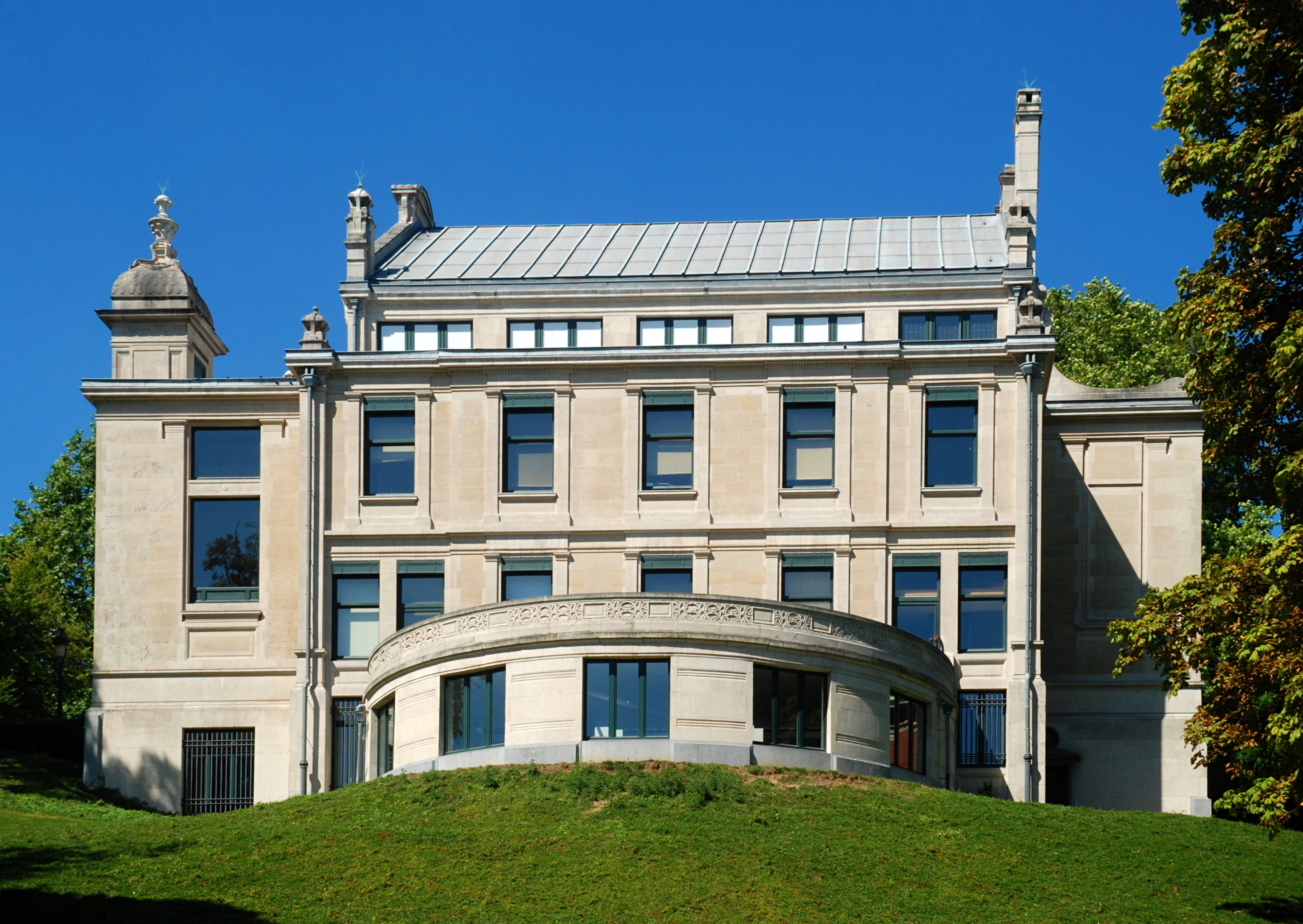
La facciata sud-est
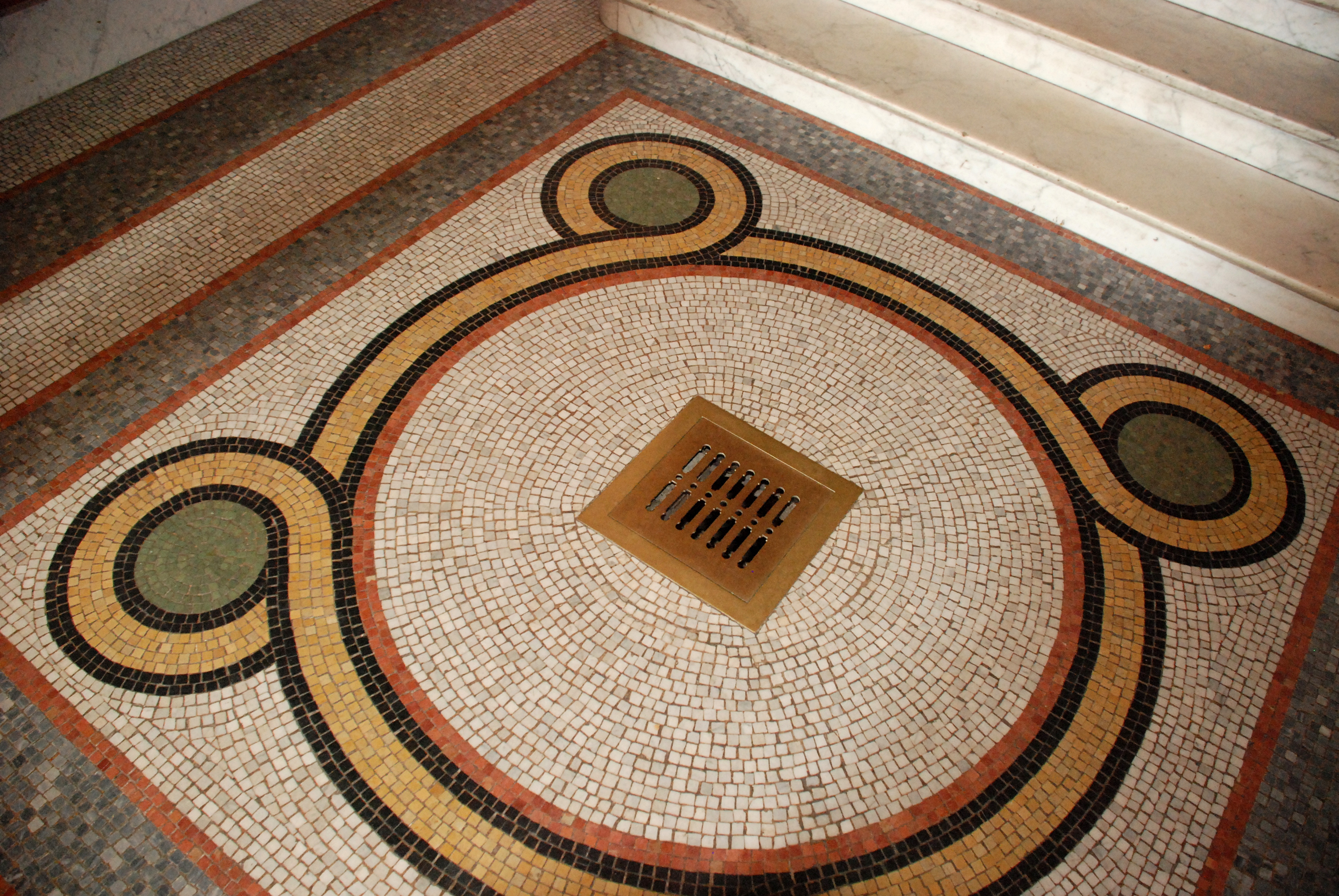
Mosaici dell'atrio
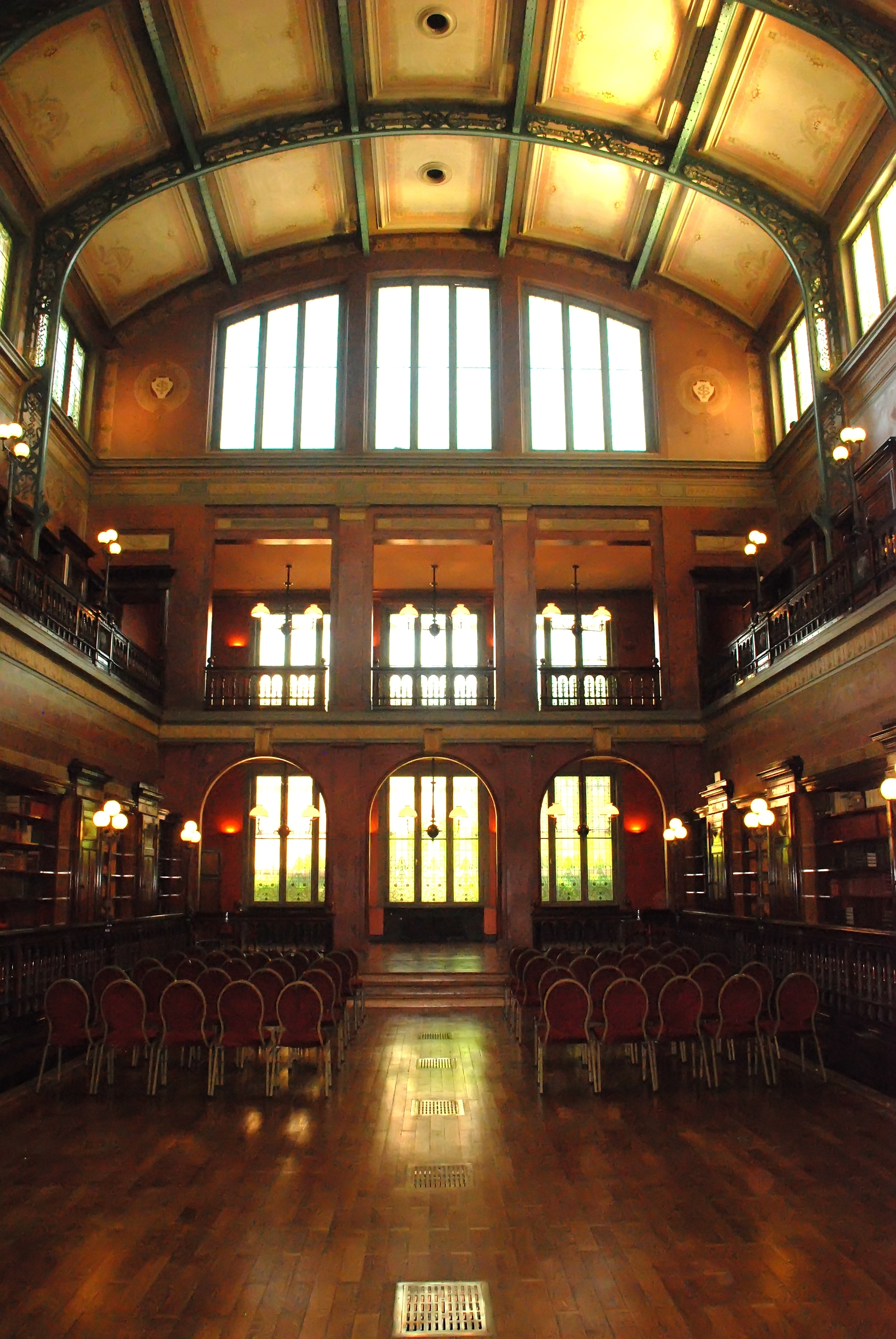
La sala di lettura
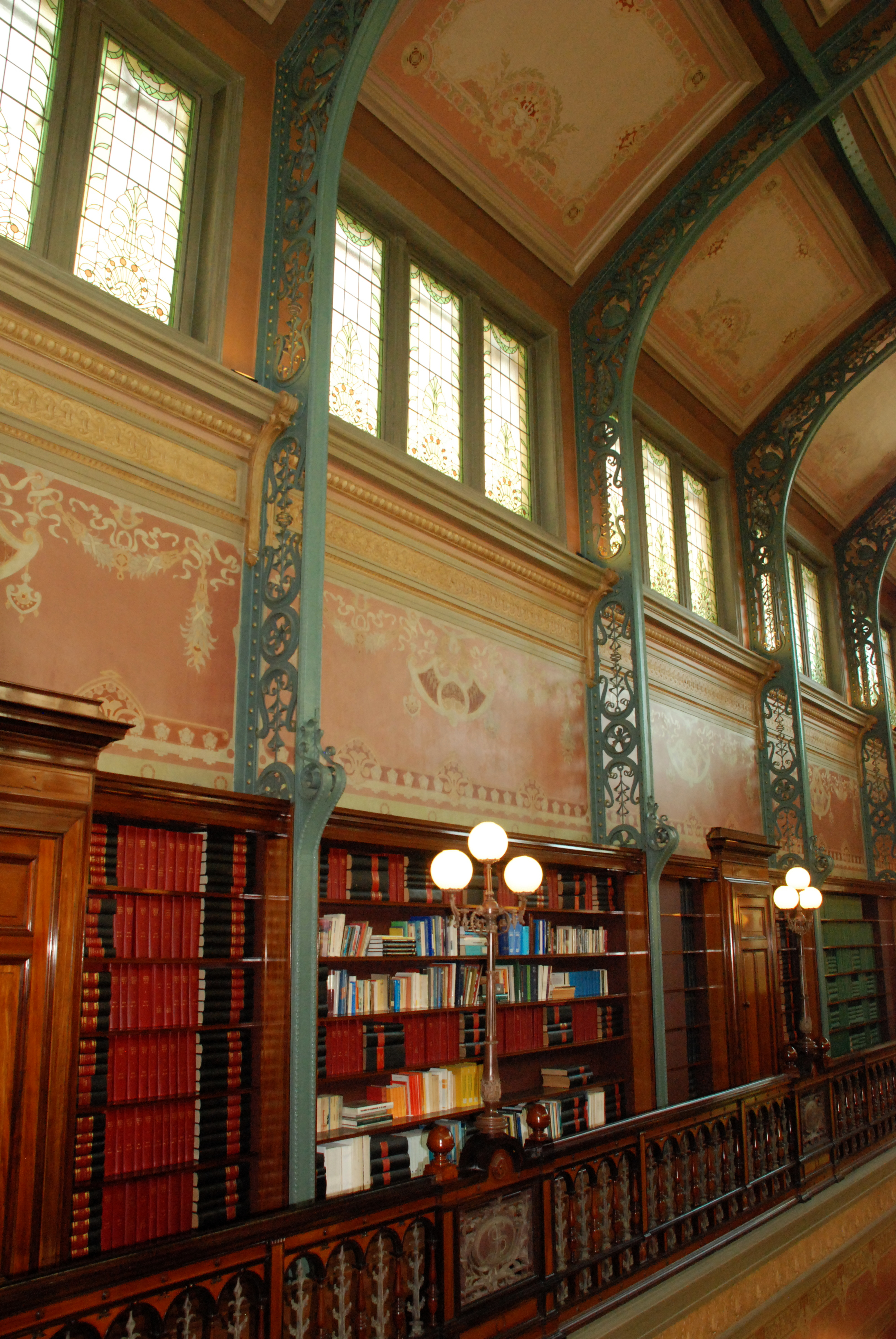
La galleria